# El pueblo de los malditos (película de 1960)
El pueblo de los malditos (título original: Village of the Damned) es una película británica de 1960 de ciencia ficción, dirigida por el alemán Wolf Rilla y  basada en la novela Los cuclillos de Midwich de John Wyndham. Protagonizada por George Sanders, la película -cuya secuela se estrenó tres años más tarde bajo el título Children of the Damned- fue el número 92 en la lista de Bravo's 100 Scariest Movie Moments.
En 1995, Christopher Reeve protagonizó un remake dirigido por John Carpenter.

## Sinopsis
Al comienzo de la película, todos los habitantes (humanos y animales) de la aldea británica de Midwich caen repentinamente inconscientes. Toda persona que entra en la aldea también pierde la consciencia; así, el piloto de un avión de observación que se aproxima, también se desmaya al descender de los 1500 metros de altitud, estrellándose. El ejército establece un cordón de seguridad, una zona de exclusión aérea de unos 8 km. alrededor de la aldea, y envía a un hombre protegido con un traje de aislamiento biológico. Pero también él cae inconsciente y es recuperado gracias a que iba atado a una cuerda de seguridad. El hombre despierta, y solamente puede informar de haber percibido una sensación de frío justo antes de haber perdido el sentido. Casi al mismo tiempo, los aldeanos recuperan la conciencia y aparentan no tener ningún síntoma aparte del desmayo. Se bautiza el fenómeno como un "tiempo muerto", cuya causa es indeterminada.
Unos dos meses después, todas las mujeres y las muchachas en edad de tener hijos que se encontraban en la zona afectada descubren que están embarazadas, provocando muchas acusaciones de infidelidad y de haber mantenido relaciones sexuales prematrimoniales. Las acusaciones se desvanecen al descubrir la naturaleza extraordinaria de los embarazos: todas las mujeres dan a luz el mismo día, y el médico informa sobre el extraño aspecto de los niños, ya que todos tienen una inusual textura de cabello y color (pálido rubio, casi blanco), asombrosos ojos y uñas. A medida que crecen, se desarrollan a un ritmo increíble y se pone de manifiesto que también tienen un poderoso vínculo telepático entre sí. Pueden hablar entre sí y comunicarse lo que ven desde grandes distancias. Cuando uno aprende algo, los otros también lo aprenden.
Tres años después, un representante de la aldea, Gordon (George Sanders), asiste a una reunión con la Inteligencia Británica para discutir sobre los niños. Allí descubre que Midwich no es el único lugar afectado, y el seguimiento de investigaciones ha revelado fenómenos similares en otras zonas del mundo. 
- En un municipio en el norte de Australia, treinta bebés nacieron en un día, pero todos murieron dentro de las 10 horas del nacimiento.
- En una comunidad inuit en Canadá, habían nacido diez niños. Los niños de pelo blanco violaron con su nacimiento sus tabúes, y todos ellos fueron asesinados.
- En Irkutsk, Rusia, los hombres asesinaron a todos los niños y a sus madres.
- En las montañas del noroeste de la Unión Soviética, los niños sobrevivieron y fueron educados para ser del más alto nivel posible en el estado.

Aunque tienen solamente tres años, presentan el desarrollo físico de niños de unos doce años de edad. Su comportamiento se ha vuelto cada vez más inusual y sorprendente. Ellos visten impecablemente y siempre van a pie como un grupo, hablan de una manera muy adulta, se comportan muy bien... pero no parecen sentir conciencia ni afecto, y muestran una gran frialdad hacia los demás. Todo esto ha tenido el efecto de que la mayor parte de la gente del pueblo les tema y sienta repulsión hacia ellos. 
Los niños comienzan a demostrar el poder de leer mentes, u obligar a las personas a hacer cosas contra su propia voluntad, esta última acompañada por un extraño resplandor en los ojos de los niños. Se ha contado una serie de aldeanos muertos desde que nacieron, muchos de ellos de muertes consideradas fuera de lo normal (como el ahogamiento de un experto nadador). Es que obligaron a un hombre a estrellar su coche contra un muro, causando su muerte y -más adelante- se obliga a su hermano a dispararse a sí mismo.
Gordon, comparando la resistencia al niño con una pared de ladrillo, les intenta enseñar a los niños, mientras tiene la esperanza de aprender de ellos, y los niños son colocados en un edificio separado donde aprenden y viven. Si bien los niños siguen ejerciendo su voluntad, Gordon descubre que los soviéticos han utilizado las armas nucleares para destruir su aldea de mutantes. Como el mal carácter de los niños se le vuelve más y más claro a Gordon, oculta una bomba de tiempo mientras les enseña a los niños, y trata de bloquear su conciencia de la bomba con la visualización de un muro. Su "hijo" David explora su mente -y muestra una emoción (sorpresa) por primera vez- «¡Usted no piensa en la energía atómica, usted está pensando en... una pared de ladrillo!» Los niños ejercen toda su fuerza para tratar de romper la pared mental de Gordon para saber lo que esconde de ellos, y descubren sus acciones justo un momento antes de que la bomba estalle.
La escena final es ambigua y podría ser interpretada como la supervivencia no corporal de los niños. Sus ojos parecen brillar entre los escombros del edificio ardiendo y salir corriendo.

## Reparto
- George Sanders como Gordon Zellaby.
- Barbara Shelley como Anthea Zellaby.
- Michael Gwynn como Alan Bernard.
- Laurence Naismith como Dr. Willers

### Los niños
- Martin Stephens como David Zellaby.
- Linda Bateson como June Cowell.
- Carlo Cura como John Kelly.
- Mark Mileham como Lesley Scoble.
- Peter Preidel como Roger Malik.
- Elizabeth Munden como Theresa Scoble.
- Howard Knight como Peter Taylor.

## Producción
La película fue originalmente una película estadounidense cuando la preproducción se inició en 1957. Ronald Colman fue contratado para el papel principal, pero MGM dejó de lado el proyecto, considerado provocador y controvertido debido a la siniestra imagen del nacimiento virginal. Colman murió en mayo de 1958 -por extraña coincidencia, su viuda, la actriz Benita Hume, se casó con el actor George Sanders en 1959, y Sanders tomó el papel destinado a Colman-. 
La película se rodaría en la ubicación de la aldea de Letchmore Heath, cerca de Watford, aproximadamente 12 millas (20 kilómetros) al norte de Londres. Los edificios locales, tales como The Three Horseshoes Pub y la Aldenham School, se utilizaron durante la filmación. 
Las pelucas rubias que los niños usaban tenían relleno para dar la impresión de que sus cabezas eran anormalmente grandes.

## En otros medios
En el capítulo 214 de la 10.ª temporada de Los Simpson, titulado "Wild Barts Can't Be Broken", hay un guiño a esta película.